# Baga Sitemu jezik
Baga Sitemu jezik (ISO 639-3: bsp; baka, rio pongo baga, sitemuú, stem baga, tchitem), atlantski jezik uže skupine mel kojim govori 4 000 ljudi u gvinejskim regijama Boké i Boffa, na južnoj obali rijeke Nunez. 
Srodan je jezicima landoma [ldm] i themne [tem] s kojima temnskim, podskupini baga.

## Vanjske poveznice
- Ethnologue (14th)
- Ethnologue (15th)